# Lunin mrk julija 2020
| Polsenčni lunin mrk 5. julij 2020                                          | Polsenčni lunin mrk 5. julij 2020 |
| -------------------------------------------------------------------------- | --------------------------------- |
| Luna je skoraj nezaznavno potemnela, ko je prečila zemljino južno polsenco |                                   |
| Serija (in član)                                                           | 149 (3 od 72)                     |
| Trajanje (hr:mn:sc)                                                        |                                   |
| Polsenčni                                                                  | 2:45:00                           |
| Stiki                                                                      |                                   |
| P1                                                                         | 3:07:23 UTC                       |
| Največji                                                                   | 4:30:00                           |
| P4                                                                         | 5:52:23                           |

5. julija 2020 se je zgodil polsenčni lunin mrk.
To je bil tretji polsenčni lunin mrk leta 2020, ki smo ga lahko teoretično opazovali tudi v Sloveniji.

## Vidnost
Viden je bil iz obeh Amerik, Jugozahodne Evrope in Zahodne Afrike.
V Sloveniji naj bi bil viden le del polsence, Luna pa naj bi kmalu zašla. Ker večina ljudi v Sloveniji nima matematičnega obzorja, se tega mrka ni videlo (če pa bi ga kdo imel, pa bi bila Luna tako nizko, da bi bilo polsenco nemogoče zaznati, sploh s prostim očesom).
| Pogled Zemlje z Lune med največjim mrkom |
| Zemljevid vidnosti                       |

## Povezani mrki

### Mrki leta 2020
- Polsenčni lunin mrk 10. januarja.
- Polsenčni lunin mrk 5. junija.
- Kolobarjasti sončev mrk 21. junija.
- Polsenčni lunin mrk 5. julija.
- Polsenčni lunin mrk 30. novembra.
- Popolni sončev mrk 14. decembra.

### Serije lunarnega leta
| Lunini mrki 2016–2020 | Lunini mrki 2016–2020 | Lunini mrki 2016–2020 | Lunini mrki 2016–2020 | Lunini mrki 2016–2020 | Lunini mrki 2016–2020 | Lunini mrki 2016–2020 | Lunini mrki 2016–2020 | Lunini mrki 2016–2020 |
| --------------------- | --------------------- | --------------------- | --------------------- | --------------------- | --------------------- | --------------------- | --------------------- | --------------------- |
| Padni vozel           | Padni vozel           | Padni vozel           | Padni vozel           |                       | Dvižni vozel          | Dvižni vozel          | Dvižni vozel          | Dvižni vozel          |
| Saros                 | Datum                 | Prikaz                | Gama                  | Saros                 | Datum                 | Prikaz                | Gama                  |                       |
| 109                   | 18. avg 2016          | Polsenčni             | 1,5641                | 114                   | 11. feb 2017          | Polsenčni             | -1,0255               |                       |
| 119                   | 7. avg 2017           | Delni                 | 0,8669                | 124                   | 31. januarja 2018     | Popolni               | -0.3014               |                       |
| 129                   | 27. jul 2018          | Popolni               | 0,1168                | 134                   | 21. jan 2019          | Popolni               | 0,3684                |                       |
| 139                   | 16. jul 2019          | Delni                 | -0,6430               | 144                   | 10. jan 2020          | Polsenčni             | 1,2406                |                       |
| 149                   | 5. julij 2020         | Polsenčni             | -1,3639               |                       |                       |                       |                       |                       |
|                       |                       |                       |                       |                       |                       |                       |                       |                       |
| Zadnja serija         | 16. sep 2016          | 16. sep 2016          | 16. sep 2016          | Zadnja serija         | 23. mar 2016          | 23. mar 2016          | 23. mar 2016          |                       |
|                       |                       |                       |                       |                       |                       |                       |                       |                       |
| Naslednja serija      | 5. jun 2020           | 5. jun 2020           | 5. jun 2020           | Naslednja serija      | 30. nov 2020          | 30. nov 2020          | 30. nov 2020          |                       |

### Saros
Mrk je del 149. saroškega cikla.

### Pol-saroški cikel
Na razmaku 9 let in 5,5 dni (pol-saros) se bosta prej in pozneje zgodila še dva sončeva mrka. Ta lunin mrk je povezan z dvema delnima sončevima mrkoma iz 156. sončevega sarosa.
| 1. julij 2011 | 11. julij 2029 |
| ------------- | -------------- |
|               |                |